# Galenara
Galenara là một chi bướm đêm thuộc họ Geometridae.